# دامون غالغوت
دامون غالغوت (بالإنجليزية: Damon Galgut)‏ (مواليد12 نوفمبر 1963) هو روائي وكاتب مسرحي جنوب أفريقي،حازت روايته الوعد بجائزة  بوكر لعام 2021 ، بعد دخوله ثلاث مرات في القائمة القصيرة لنيل الجائزة في عام 2003، و2010، و2021

## النشأة
نشأ دامون غالغوت في بريتوريا، تقع في الجزء الشمالي من مقاطعة غوتنغ في جنوب أفريقيا، ودرس الدراما في جامعة كيب تاون، في عام 1982، كتب روايته الأولى "موسم بلا خطيئة" وهو لم يتجاوز السابعة عشر من عمره. وعندما سئل "لماذا أصبح كاتبا؟"، كشف عن إصابته بسرطان الغدد اللمفاوية كشف أنه أصيب بسرطان الغدد الليمفاوية في طفولته، وخلال فترة مرضه وجد في القراءة وربط القصص راحته واهتمامه.

## رواياته
1. موسم بلا خطيئة (1982)[10]
2. دائرة الكائنات الصغيرة (1988)[10]
3. صراخ الخنازير الجميل (1991)[10]
4. المحجر (1995) [10]
5. الطبيب الجيد (2004)[10][8]
6. المنتحل (2008)[11]
7. في غرفة غريبة (2010)[8]
8. صيف القطب الشمالي (2014)[12]
9. الوعد (2021)[8]